# 浮世柄比翼稲妻
浮世柄比翼稲妻（うきよづかひよくのいなづま、うきよがら-）は4世鶴屋南北作の9幕の時代物生世話物歌舞伎である。文政6年（1823年）江戸市村座で初演された。幡随院長兵衛 ・白井権八のエピソードを描く二幕目「鈴ヶ森の場」と名古屋山三郎・不破伴左衛門のエピソードを描く大詰め「吉原仲之町の場 」が「御存鈴ヶ森（ごぞんじすずがもり）」・「鞘当」の外題で上演される。

### 外部サイト
- 浮世柄比翼稲妻 - ArtWiki|立命館大学
- トップ > やさしい御存 鈴ヶ森　その一　待てとお止めなされしは…|歌舞伎ちゃん二段目